# Rib Lake, Wisconsin
Rib Lake là một làng thuộc quận Taylor, tiểu bang Wisconsin, Hoa Kỳ. Năm 2006, dân số của làng này là 878 người.